# Línea 286 (Interurbanos Madrid)
La línea 286 de la red de autobuses interurbanos de Madrid une el área intermodal de Ciudad Lineal con el barrio de Ciudad 70 de Coslada.

## Características
Esta línea une la capital con Coslada, en un trayecto de aproximadamente 40 minutos de duración.
Siguiendo la numeración de líneas del CRTM, las líneas que circulan por el corredor 2 son aquellas que dan servicio a los municipios situados en torno a la A-2 y comienzan con un 2. Aquellas numeradas dentro de la decena 280 corresponden a aquellas que circulan por Coslada.
La línea no mantiene los mismos horarios todo el año, durante agosto se reducen el número de expediciones, además de los días excepcionales vísperas de festivo y festivos de Navidad en los que los horarios también cambian y se reducen.
Desde el 1 de septiembre de 2024, y con motivo de las obras en la sección denominada MetroEste de la línea 7 de Metro, se han visto reforzadas las frecuencias de esta y otras líneas de la zona afectada.
Está operada por la empresa Avanza Movilidad Integral mediante la concesión administrativa VCM-201 - Madrid – Loeches – Arganda del Rey (Viajeros Comunidad de Madrid) del Consorcio Regional de Transportes de Madrid.

## Horarios
| Lunes a viernes laborables (Vigente de 1 de septiembre a 31 de julio) |                    |
| A 6:15                                                                |                    |
| De 6:34 a 23:49                                                       | cada 10-11 minutos |
| A 0:07 - 0:30                                                         |                    |
| Lunes a viernes laborables (Vigente agosto)                           |                    |
| De 6:15 a 23:00                                                       | cada 10-20 minutos |
| A 23:30 - 24:00 - 0:30                                                |                    |
| Sábados laborables (Vigente de 1 de septiembre a 31 de julio)         |                    |
| A 6:40                                                                |                    |
| De 7:00 a 23:50                                                       | cada 17-18 minutos |
| Sábados laborables (Vigente agosto)                                   |                    |
| De 6:35 a 23:00                                                       | cada 17-25 minutos |
| A 23:30                                                               |                    |
| Domingos y festivos (Vigente de 1 de septiembre a 31 de julio)        |                    |
| A 6:40                                                                |                    |
| De 7:00 a 23:50                                                       | cada 17-18 minutos |
| Domingos y festivos (Vigente agosto)                                  |                    |
| A 6:35 - 7:00 - 7:25                                                  |                    |
| De 7:53 a 22:28                                                       | cada 25 minutos    |
| A 23:00 - 23:30                                                       |                    |

| Lunes a viernes laborables (Vigente de 1 de septiembre a 31 de julio) |                    |
| De 5:40 a 22:59                                                       | cada 10-11 minutos |
| A 23:17 - 23:50                                                       |                    |
| Lunes a viernes laborables (Vigente agosto)                           |                    |
| De 5:40 a 22:25                                                       | cada 10-20 minutos |
| A 22:50 - 23:30 - 24:00                                               |                    |
| Sábados laborables (Vigente de 1 de septiembre a 31 de julio)         |                    |
| De 6:00 a 21:31                                                       | cada 17-19 minutos |
| A 21:55 - 22:12 - 22:29 - 22:46 - 23:10                               |                    |
| Sábados laborables (Vigente agosto)                                   |                    |
| De 6:00 a 22:50                                                       | cada 17-25 minutos |
| Domingos y festivos (Vigente de 1 de septiembre a 31 de julio)        |                    |
| De 6:00 a 21:31                                                       | cada 17-19 minutos |
| A 21:55 - 22:12 - 22:29 - 22:46 - 23:10                               |                    |
| Domingos y festivos (Vigente agosto)                                  |                    |
| De 6:00 a 21:50                                                       | cada 25 minutos    |
| A 22:20 - 22:50                                                       |                    |

## Recorrido y paradas

### Sentido Coslada (Ciudad 70)
| Código | Parada                                      | Común con             | Conexiones con Metro  | Municipio | Zona |
| ------ | ------------------------------------------- | --------------------- | --------------------- | --------- | ---- |
| 7077   | Hnos. García Noblejas - Ciudad Lineal       | 288 289               | Ciudad Lineal         | Madrid    |      |
| 242    | Ascao - Julián Camarillo                    | 4 38 48 70 288 289    |                       | Madrid    |      |
| 978    | Metro García Noblejas                       | 28 288 289            | García Noblejas       | Madrid    |      |
| 980    | Emilio Muñoz - Sta. Leonor                  | 28 288 289            |                       | Madrid    |      |
| 982    | Emilio Muñoz - Alfonso Gómez                | 28 288 289            |                       | Madrid    |      |
| 984    | Emilio Muñoz - Miguel Yuste                 | 28 288 289            |                       | Madrid    |      |
| 3016   | Av. Arcentales - San Romualdo               | 153 288 289           |                       | Madrid    |      |
| 3018   | Av. Arcentales - Av. Canillejas             | 153 288 289           |                       | Madrid    |      |
| 4783   | Av. Arcentales - Av. Canillejas a Vicálvaro | 38 140 167 288 289    |                       | Madrid    |      |
| 4784   | Junta Municipal San Blas - Canillejas       | 38 140 167 288 289    |                       | Madrid    |      |
| 17388  | Estocolmo - Estadio Metropolitano           | 167 288 289           | Estadio Metropolitano | Madrid    |      |
| 07105  | Av. Constitución - Trva. Curtidor           | 290 2                 |                       | Coslada   |      |
| 07106  | Pza. Constitución - Iglesia                 | 290 2                 |                       | Coslada   |      |
| 07109  | Av. Constitución - Dr. Castroviejo          | 290 2                 |                       | Coslada   |      |
| 12327  | Gta. Rosa de los Vientos - Av. Constitución | 289 290 822 2         |                       | Coslada   |      |
| 12814  | Buenos Aires - Instituto                    | 822                   |                       | Coslada   |      |
| 12817  | Cuba - Buenos Aires                         | 822                   |                       | Coslada   |      |
| 07115  | Uruguay - Pza. Hispanidad                   | 822                   |                       | Coslada   |      |
| 07116  | Uruguay - La Rambla                         | 822                   |                       | Coslada   |      |
| 07117  | Méjico - Est. La Rambla                     | 280 287 288 822 SE7 2 | La Rambla             | Coslada   |      |
| 07118  | Honduras - Centro Comercial                 | 280 822               |                       | Coslada   |      |
| 07123  | Av. Madrid - Av. Roma                       | 287                   |                       | Coslada   |      |
| 07124  | Av. Madrid - Av. Berlín                     | 287                   |                       | Coslada   |      |
| 07096  | Av. Berlín - Florencia                      | 289                   |                       | Coslada   |      |

### Sentido Madrid (Ciudad Lineal)
| Código | Parada                                      | Común con          | Conexiones con Metro  | Municipio | Zona |
| ------ | ------------------------------------------- | ------------------ | --------------------- | --------- | ---- |
| 07125  | Av. Berlín - Florencia                      | 289                |                       | Coslada   |      |
| 07159  | Av. Madrid - Av. Berlín                     | 287                |                       | Coslada   |      |
| 07160  | Av. Madrid - Av. Roma                       | 287                |                       | Coslada   |      |
| 07161  | Honduras - Centro Comercial                 | 280 822            |                       | Coslada   |      |
| 20653  | Honduras - Est. La Rambla                   | 822 SE7            | La Rambla             | Coslada   |      |
| 20654  | Honduras - Av. José Gárate                  | 822                |                       | Coslada   |      |
| 12818  | Uruguay - Pza. Hispanidad                   | 822                |                       | Coslada   |      |
| 12816  | Cuba - Buenos Aires                         | 822                |                       | Coslada   |      |
| 12815  | Buenos Aires - Instituto                    | 822                |                       | Coslada   |      |
| 12326  | Gta. Rosa de los Vientos - Av. Constitución | 289 290 822 2      |                       | Coslada   |      |
| 07173  | Av. Constitución - Pza. Marañón             | 290 2              |                       | Coslada   |      |
| 17578  | Manuel María de Zulueta - La Iglesia        | 290 2              |                       | Coslada   |      |
| 07175  | Virgen de la Cabeza - Hernán Cortés         | 289 290 2          |                       | Coslada   |      |
| 50009  | Estocolmo - Estadio Metropolitano           | 167 288 289        | Estadio Metropolitano | Madrid    |      |
| 7192   | Av. Arcentales - Pza. Grecia                | 167 288 289        |                       | Madrid    |      |
| 11760  | Av. Arcentales - Av. Canillejas a Vicálvaro | 167 288 289        |                       | Madrid    |      |
| 3019   | Av. Arcentales - Albadalejo                 | 153 288 289        |                       | Madrid    |      |
| 3017   | Av. Arcentales - San Romualdo               | 153 288 289        |                       | Madrid    |      |
| 985    | Emilio Muñoz - Miguel Yuste                 | 28 288 289         |                       | Madrid    |      |
| 983    | Emilio Muñoz - Alfonso Gómez                | 28 288 289         |                       | Madrid    |      |
| 981    | Emilio Muñoz - Sta. Leonor                  | 28 288 289         |                       | Madrid    |      |
| 979    | Metro García Noblejas                       | 28 288 289         | García Noblejas       | Madrid    |      |
| 243    | Ascao - Julián Camarillo                    | 4 38 48 70 288 289 |                       | Madrid    |      |
| 7077   | Hnos. García Noblejas - Ciudad Lineal       | 288 289            | Ciudad Lineal         | Madrid    |      |

## Galería de imágenes

Mapa de la distribución de dársenas del intercambiador de Ciudad Lineal con la distribución de cabeceras de las líneas de autobuses, entre las que aparece la línea 286.